# Haitianische Davis-Cup-Mannschaft
Die haitianische Davis-Cup-Mannschaft ist die Tennisnationalmannschaft Haitis.

## Geschichte
1988 nahm Haiti erstmals am Davis Cup teil. Das beste Resultat erreichte die Mannschaft jeweils 1990 und 1998 mit dem Erreichen der zweiten Runde in der Amerika-Gruppenzone I. Bester Spieler ist Ronald Agénor mit 39 Siegen bei insgesamt 24 Teilnahmen. Rekordspieler ist Bertrand Madsen mit 27 Teilnahmen.